# Ahmed Abodehman
Ahmed Abodehman (en arabe : أحمد أبودهمان) est un écrivain, journaliste et poète saoudien né en 1949 dans le village d'Alkhalaf, un village montagnard de la province de l’Asir, au sud de l’Arabie saoudite. Il fait partie de la tribu des Kahtanis.

## Parcours
En 2000 il publia en français son roman La Ceinture qui le rendit célèbre. Il est le premier écrivain de la péninsule arabe à écrire en français. Son roman a été traduit dans plusieurs langues. L'auteur lui-même le traduira en arabe.
Ahmed Abodehman vit depuis 1982 à Paris avec sa femme et sa fille, pour qui il a écrit son roman La Ceinture.
Journaliste, il est le correspondant du quotidien saoudien Al Riyadh à Paris.

## Œuvres
- La Ceinture, Gallimard, 2000 (réédité en Folio en 2003).